# The Reward of Patience
The Reward of Patience er en amerikansk stumfilm fra 1916 af Robert G. Vignola.

## Medvirkende
- Louise Huff som Patience.
- John Bowers som Robert Penfield.
- Lottie Pickford som Edith Penfield.
- Kate Lester som Mrs. Penfield.
- Adolphe Menjou som Paul Dunstan.